# Jetix (Germania)
Jetix è stato un canale televisivo per bambini dai 4 ai 13 anni.

## Storia
Il canale ha iniziato a trasmettere il 1º ottobre 2000 come Fox Kids e il 10 giugno 2005 ha assunto il nome Jetix. Era prodotto dalla Jetix Europe GmbH, con sede a Monaco. L'azienda è stata quotata alla Borsa Valori di Amsterdam Euronext, il cui principale azionista era la Walt Disney Company, infatti la società stessa ha fatto parte di 4kids Entertainment fino al 9 ottobre 2009, data in cui Jetix ha cessato le trasmissioni in Germania per poi essere sostituito da Disney XD.

## Palinsesto
Nella versione tedesca di Jetix sono stati trasmessi concorsi a premi, programmi d'azione, di avventura e d'umorismo.

### Serie in prima visione su Fox Kids
- Action Man
- Andy il re degli scherzi
- Card Captor Sakura
- Due gemelle e un maggiordomo
- La nuova famiglia Addams
- Martin Mystère
- Medarot
- Mega Babies
- Moville Mysteries
- Piccoli brividi
- Pig City
- Power Rangers Lightspeed Rescue
- Shin-Chan
- Sonic X
- Sorriso d'argento
- Spider-Man - L'Uomo Ragno
- The Three Friends and Jerry
- Totally Spies! - Che magnifiche spie!
- Un lupo mannaro americano a scuola
- Wilf apprendista maghetto

### Serie in prima visione su Jetix
- Action Man Atom
- Bobobo-bo Bo-bobo
- Galactik Football
- Get Ed
- I cavalieri di Mon
- I gemelli Cramp
- Il mondo di Quest
- I Netturbani
- Kid vs. Kat - Mai dire gatto
- MegaMan NT Warrior
- Monster Buster Club
- Oban Star-Racers
- Power Rangers Jungle Fury
- Power Rangers Operation Overdrive
- Power Rangers Space Patrol Delta
- Pucca
- Shuriken School
- Super Robot Monkey Team Hyperforce Go!
- Team Galaxy
- Transformers Animated
- Transformers: Cybertron
- Yin Yang Yo!